# Shehbaz Sharif
Mian Muhammad Shehbaz Sharif (Lahore, 23 aprile 1951) è un politico pakistano, Primo ministro del Pakistan dal 3 marzo 2024. Precedentemente, ha ricoperto l’incarico dall'11 aprile 2022 al 14 agosto 2023.

## Biografia
Shehbaz fu eletto all'Assemblea provinciale del Punjab nel 1988 e all'Assemblea nazionale del Pakistan nel 1990. Nuovamente eletto all'Assemblea del Punjab nel 1993 venne designato Leader dell'opposizione. È stato eletto governatore della provincia più popolosa del Pakistan, il Punjab, per la prima volta il 20 febbraio 1997. Dopo il colpo di stato pakistano del 1999, Shehbaz e la sua famiglia hanno trascorso anni di autoesilio in Arabia Saudita, tornando in Pakistan nel 2007. Shehbaz ha ottenuto un secondo mandato dopo la vittoria del PML-N nella provincia del Punjab nelle elezioni generali pakistane del 2008. È stato rieletto governatore del Punjab per la terza volta alle elezioni generali del 2013 e ha portato a termine il suo mandato fino alla sconfitta del suo partito alle elezioni generali del 2018.
È anche il fratello minore di Nawaz Sharif, ex Primo ministro del Pakistan e poi condannato per corruzione dopo essere finito nei cosiddetti Panama Papers cioè i documenti diffusi da un’inchiesta giornalistica internazionale del 2016 che contenevano migliaia di informazioni su operazioni finanziarie nei paradisi fiscali da parte di varie personalità in tutto il mondo.
Il giorno 11 aprile 2022, in seguito alla crisi di governo innescatasi dopo l’approvazione da parte del Parlamento del Pakistan della mozione di sfiducia nei confronti del premier Imran Khan, in quanto leader dell’opposizione, subentra come Primo ministro alla guida di un gabinetto che ha governato il Pakistan fino allo scioglimento del parlamento, avvenuto in agosto, al fine di avviare il processo per tenere le successive elezioni generali previste per il mese di novembre del 2023.
Il 3 marzo 2024, in seguito ad un accordo raggiunto dopo le elezioni parlamentari dello stesso anno, diviene nuovamente primo ministro del paese.
Ha guidato il Pakistan durante il conflitto tra India e Pakistan del 2025, terminato con un cessate il fuoco.